# Nyakabingo (periodiskt vattendrag i Burundi, Gitega)
Nyakabingo är ett periodiskt vattendrag i Burundi.   Det ligger i provinsen Gitega, i den centrala delen av landet, 80 km sydost om huvudstaden Bujumbura.
Omgivningarna runt Nyakabingo är en mosaik av jordbruksmark och naturlig växtlighet. Runt Nyakabingo är det ganska tätbefolkat, med 199 invånare per kvadratkilometer.